# Ms. Marvel (serial telewizyjny)
Ms. Marvel – amerykański superbohaterski serial dramatyczny na podstawie postaci o imieniu Kamala Khan z komiksów wydawnictwa Marvel Comics. Twórczynią serialu była Bisha K. Ali, która odpowiadała za scenariusz; reżyserią zajęli się: Adil El Arbi i Bilall Fallah, Sharmeen Obaid-Chinoy oraz Meera Menon. Jest on częścią franczyzy Filmowego Uniwersum Marvela; należy do IV Fazy tego uniwersum i stanowi część jej drugiego rozdziału zatytułowanego The Multiverse Saga.
Tytułową rolę zagrała Iman Vellani, a obok niej w rolach głównych wystąpili: Matt Lintz, Yasmeen Fletcher, Zenobia Shroff, Mohan Kapur, Saagar Shaikh, Rish Shah, Samina Ahmad, Fawad Khan, Mehwish Hayat, Adaku Ononogbo, Laurel Marsden, Arian Moayed, Alysia Reiner, Laith Nakli, Nimra Bucha, Azhar Usman, Travina Springer, Farhan Akhtar i Aramis Knight.
Serial zadebiutował 8 czerwca 2022 roku w serwisie Disney+. W Polsce pojawił się 14 czerwca, wraz z uruchomieniem usługi.

## Obsada

### Główna
- Iman Vellani jako Kamala Khan / Ms. Marvel, muzułmańska nastolatka pochodzenia pakistańskiego, która mieszka w Jersey City i pragnie zostać superbohaterką[2].
- Matt Lintz jako Bruno Carrelli, najlepszy przyjaciel Kamali[3].
- Yasmeen Fletcher jako Nakia Bahadir, przyjaciółka Kamali[4].
- Zenobia Shroff jako Muneeba Khan, matka Kamali i Amira[4].
- Mohan Kapur jako Yusuf Khan, ojciec Kamali i Amira[5].
- Saagar Shaikh jako Amir Khan, starszy brat Kamali[6].
- Rish Shah jako Kamran, syn Najmy[7][8].
- Samina Ahmad jako Sana, babcia Kamali[9].
- Fawad Khan jako Hasan, pradziadek Kamali[10].
- Mehwish Hayat jako Aisha, prababka Kamali[9].
- Adaku Ononogbo jako Fariha, członek Skrytych[11][8].
- Laurel Marsden jako Zoe Zimmer, najpopularniejsza dziewczyna w szkole Kamali[12].
- Arian Moayed jako P. Cleary, agent departamentu Kontroli Zniszczeń[8].
- Alysia Reiner jako Sadie Deever, agentka departamentu Kontroli Zniszczeń[13][8].
- Laith Nakli jako Sheikh Abdullah, imam w meczecie, w którym modli się rodzina Kamali[4].
- Nimra Bucha jako Najma, matka Kamrana, dżin i przywódczyni Skrytych, która po wygnaniu na ziemię, chce powrócić do wymiaru Noor[14]
- Azhar Usman jako Najaf, sprzedawca jedzenia[14].
- Travina Springer jako Tyesha Hillman, żona Amira[8].
- Farhan Akhtar jako Waleed, przywódca grupy Czerwony Sztyletów[15].
- Aramis Knight jako Kareem / Red Dagger, członek Czerwonych Sztyletów[4][15].

### Drugoplanowa
- Anjali Bhimani jako Ruby, ciotka Kamali[16].
- Sophia Mahmud jako Zara, ciotka Kamali[17].

### Gościnna
- Jordan Firstman jako Gabe Wilson, doradca zawodowy w szkole Kamali[8].
- Sakina Jaffrey jako Shirin, ciotka Kamali[18].
- Ali Alsaleh jako Aadam, członek Skrytych[8].
- Dan Carter jako Saleem, członek Skrytych[8].
- Vardah Aziz jako Zainab, kuzynka Kamali[15].
- Asfandyar Khan jako Owais, kuzyn Kamali[15].
- Anjana Ghogar jako Rukshana, ciotka Kamali[15].
- Brie Larson jako Carol Danvers / Kapitan Marvel, była pilot U.S. Air Force, która wskutek zniszczenia rdzenia samolotu stworzonego dzięki energii Tesseraktu, zyskała nadludzką siłę oraz zdolności latania i emitowania energii[19].

## Emisja
Ms. Marvel zadebiutował 8 czerwca 2022 roku w serwisie Disney+. W Polsce pojawił się 14 czerwca, wraz z uruchomieniem usługi. Początkowo premiera serialu była zapowiedziana na drugą połowę 2021 roku.

## Lista odcinków
| Nr | Tytuł          | Tytuł polski    | Reżyseria                   | Scenariusz                                  | Premiera (Disney+) | Premiera w Polsce (Disney+) |
| -- | -------------- | --------------- | --------------------------- | ------------------------------------------- | ------------------ | --------------------------- |
| 1  | Generation Why | Pokolenie Czemu | Adil El Arbi, Bilall Fallah | Bisha K. Ali                                | 8 czerwca 2022     | 14 czerwca 2022             |
| 2  | Crushed        | Zauroczenie     | Meera Menon                 | Kate Gritmon                                | 15 czerwca 2022    | 15 czerwca 2022             |
| 3  | Destined       | Przeznaczenie   | Meera Menon                 | Freddy Syborn, AC Bradley, Matthew Chauncey | 22 czerwca 2022    | 22 czerwca 2022             |
| 4  | Seeing Red     | Czerwono mi     | Sharmeen Obaid-Chinoy       | Sabir Pirzada, AC Bradley, Matthew Chauncey | 29 czerwca 2022    | 29 czerwca 2022             |
| 5  | Time and Again | Czas za razem   | Sharmeen Obaid-Chinoy       | Fatimah Asghar                              | 6 lipca 2022       | 6 lipca 2022                |
| 6  | No Normal      | Normalność?     | Adil El Arbi, Bilall Fallah | Will Dunn, AC Bradley, Matthew Chauncey     | 13 lipca 2022      | 13 lipca 2022               |

## Produkcja

### Rozwój projektu
We wrześniu 2016 roku konsultant kreatywny Marvel Entertainment, Joe Quesada poinformował, że są plany na adaptację historii o Kamali Khan / Ms. Marvel. W maju 2018 roku Kevin Feige wyjawił, że planuje wprowadzić postać do Filmowego Uniwersum Marvela po premierze filmu Kapitan Marvel z 2019 roku. 
We wrześniu 2018 roku ujawniono, że Marvel Studios jest w trakcie rozwoju kilku limitowanych seriali na potrzebę serwisu Disney+. Kevin Feige miał odpowiadać za te seriale podobnie jak w przypadku filmów, których jest producentem. W sierpniu, podczas D23 Expo Feige zapowiedział serial Ms. Marvel, który będzie wchodził w skład IV Fazy uniwersum. Poinformowano wtedy, że Bisha K. Ali została główną scenarzystką serialu. We wrześniu 2020 roku ujawniono, że za reżyserię odcinków będą odpowiadać Adil El Arbi i Bilall Fallah, Sharmeen Obaid-Chinoy oraz Meera Menon. W lipcu 2022 roku wyjawiono, że serial wchodzi w skład The Multiverse Saga.

### Casting
We wrześniu 2020 roku Iman Vellani została obsadzona w roli Kamali Khan. W listopadzie ujawniono, że Matt Lintz zagra Bruna Carrelli. W grudniu do obsady dołączyli: Rish Shah jako Kamran, Mohan Kapur jako Yusuf Khan, Saagar Shaikh jako Amir Khan, Aramis Knight jako Red Dagger, Zenobia Shroff jako Muneeba Khan, Yasmeen Fletcher jako Nakia Bahadir, Laith Naki jako Sheikh Abdullah oraz Azhar Usman, Travina Springer i Nimra Bucha.
W lutym 2021 roku poinformowano, że w serialu zagrają Laurel Marsden jako Zoe Zimmer i Alysia Reiner.

### Zdjęcia
Zdjęcia do serialu rozpoczęły się w listopadzie 2020 roku w Trilith Studios w Atlancie pod roboczym tytułem Jersey. Od 23 marca 2021 roku realizowano zdjęcia w The Studio Park w Bangkoku. Władze Tajlandii wyraziły zgodę na kontynuację prac nad serialem w kwietniu, pomimo obostrzeń wprowadzonych w związku pandemii COVID-19, które zakazywały produkcji filmowych na terenie kraju. Prace nad serialem zakończyły się na początku maja. Za zdjęcia odpowiadali Carmen Cabana i Jules O’Loughlin. Kostiumy zaprojektował Arjun Bhasin.

## Promocja
10 grudnia 2020 roku podczas Disney Investor Day został zaprezentowany materiał promujący serial zawierający pierwsze fragmenty serialu, wywiady z produkcją i materiały z castingu Iman Vellani. 15 marca 2022 roku pokazano pierwszy zwiastun serialu.

## Odbiór

### Krytyka w mediach
Serial spotkał się z pozytywną reakcją krytyków. W serwisie Rotten Tomatoes 98% z 303 recenzji uznano za pozytywne, a średnia ocen wystawionych na ich podstawie wyniosła 8,2/10. Na portalu Metacritic średnia ważona ocen z 23 recenzji wyniosła 78 punktów na 100.

### Nagrody i nominacje
| Rok  | Ceremonia                                           | Kategoria | Nominowani                                                                                   | Rezultat  | Przypis       |
| ---- | --------------------------------------------------- | --- | -------------------------------------------------------------------------------------------- | --------- | ------------- |
| 2022 | Harvey Awards                                       | Najlepsza adaptacja komiksu lub opowieści graficznej | Ms. Marvel                                                                                   | Wygrana   | [ 48 ]        |
| 2022 | Saturn Awards                                       | Najlepszy serial limitowany w mediach strumieniowych | Ms. Marvel                                                                                   | Nominacja | [ 49 ] [ 50 ] |
| 2022 | Saturn Awards                                       | Najlepszy młody aktor / aktorka w serialu dla mediów strumieniowych                                                                                     | Iman Vellani                                                                                 | Wygrana   | [ 49 ] [ 50 ] |
| 2023 | Kids’ Choice Awards                                 | Ulubiony serial telewizyjny dla dzieci | Ms. Marvel                                                                                   | Nominacja | [ 51 ]        |
| 2023 | Nagrody amerykańskiej Gildii Kierowników muzycznych | Najlepsze kierownictwo muzyczne w dramacie telewizyjnym                                                                                                 | Ms. Marvel                                                                                   | Nominacja | [ 52 ]        |
| 2023 | Critics’ Choice Super Awards                        | Najlepszy superbohaterski serial, serial limitowany lub film telewizyjny                                                                                | Ms. Marvel                                                                                   | Nominacja | [ 53 ]        |
| 2023 | Critics’ Choice Super Awards                        | Najlepszy aktorka w superbohaterskim serialu, serialu limitowanym lub filmie telewizyjnym                                                               | Iman Vellani                                                                                 | Nominacja | [ 53 ]        |
| 2023 | Television Critics Association Awards               | Najlepszy program familijny | Ms. Marvel                                                                                   | Wygrana   | [ 54 ]        |
| 2023 | Online Film & Television Association Awards         | Najlepszy serial limitowany lub antologia | Ms. Marvel                                                                                   | Nominacja | [ 55 ]        |
| 2023 | Online Film & Television Association Awards         | Najlepsza aktorka w filmie, serialu limitowanym lub antologii                                                                                           | Iman Vellani                                                                                 | Nominacja | [ 55 ]        |
| 2023 | Online Film & Television Association Awards         | Najlepsza muzyka w filmie, serialu limitowanym lub antologii                                                                                            | Ms. Marvel                                                                                   | Nominacja | [ 55 ]        |
| 2023 | Online Film & Television Association Awards         | Najlepszy montaż w filmie, serialu limitowanym lub antologii                                                                                            | Ms. Marvel                                                                                   | Nominacja | [ 55 ]        |
| 2024 | Primetime Creative Arts Emmy Awards                 | Najlepszy montaż serialu limitowanego, antologii lub filmu telewizyjnego                                                                                | Nona Khodai, Sabrina Plisco (za odcinek „Pokolenie Czemu”)                                   | Nominacja | [ 56 ]        |
| 2024 | Primetime Creative Arts Emmy Awards                 | Najlepszy muzyczny motyw przewodni | Laura Karpman                                                                                | Nominacja | [ 56 ]        |
| 2024 | Primetime Creative Arts Emmy Awards                 | Najlepsza kompozycja muzyczna w serialu limitowanym, antologii, filmie telewizyjnym lub programie specjalnym (oryginalna dramatyczna ścieżka dźwiękowa) | Laura Karpman (za odcinek „Czas za razem”)                                                   | Nominacja | [ 56 ]        |
| 2024 | Primetime Creative Arts Emmy Awards                 | Najlepsza grafika wprawiona w ruch | Ian Spendloff, David Lochhead, Daniella Marsh, David Stumpf, Philip Robinson, Matthew Thomas | Wygrana   | [ 57 ]        |
| 2024 | Astra TV Awards                                     | Najlepszy serial limitowany (streaming) | Ms. Marvel                                                                                   | Nominacja | [ 58 ]        |
| 2024 | Astra TV Awards                                     | Najlepsza aktorka w serialu limitowanym lub filmie (streaming)                                                                                          | Iman Vellani                                                                                 | Nominacja | [ 58 ]        |
| 2024 | Astra TV Awards                                     | Najlepsza aktorka drugoplanowa w serialu limitowanym lub filmie (streaming)                                                                             | Anjali Bhimani                                                                               | Nominacja | [ 58 ]        |

## Przyszłość
W grudniu 2020 roku ujawniono, że Iman Vellani powtórzy swoją rolę Kamali Khan / Ms. Marvel w filmie Marvels.